# بابا وانگا
ونگلیا پاندوا گوشترووا (née سورچوا؛ بلغاری: Вангелия Пандева Гущерова, née Сурчева؛ ۳ اکتبر ۱۹۱۱ – ۱۱ اوت ۱۹۹۶)، معروف به بابا وانگا (بلغاری: Баба Ванга)، زنی بلغارستانی بود که ادعا شده، عارف و شفادهنده بوده و خود او، مدعی پیش‌بینی آینده بود. او که از اوایل کودکی، نابینا بود، بیشتر عمر خود را در منطقه روپیت، در کوه‌های بلاسیکا، واقع در بلغارستان گذراند.
در اواخر دهه ۱۹۷۰ و ۱۹۸۰، او به‌طور گسترده در اروپای شرقی، به دلیل توانایی‌های ادعایی‌اش در روشن‌بینی و پیش آگاهی، شناخته شد. پس از سقوط کمونیسم و حتی پس از مرگ او در سال ۱۹۹۶، شخصیت او، محبوبیت خود را حفظ کرده است.

## پیشگویی‌ها

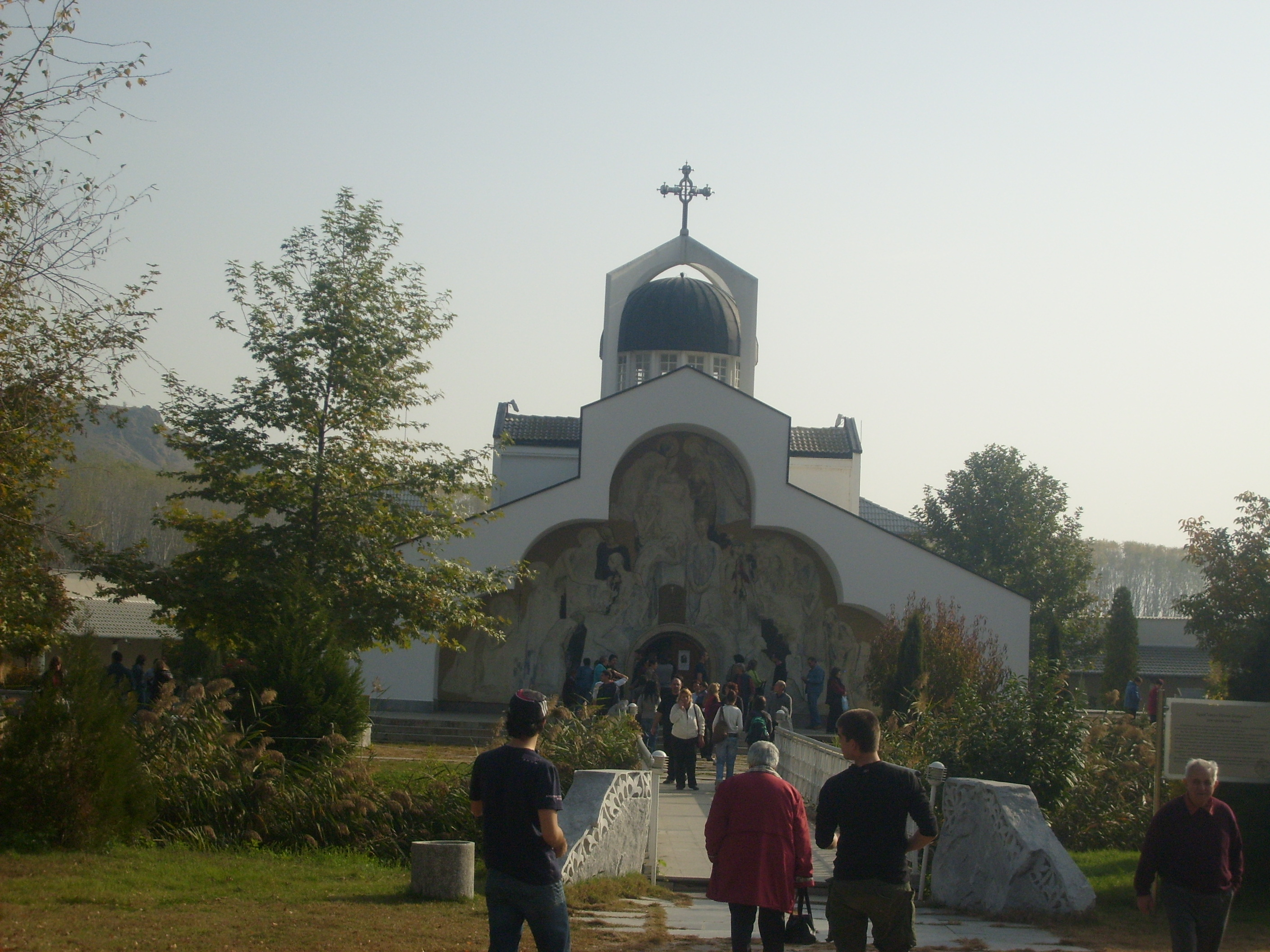
سنت پتکا بلغارستان، کلیسا و قبر بابا وانگا

وانگا، تسلط کمی به خواندن زبان بلغاری داشت و صرفاً می‌توانست، مقداری زبان صربی را با خط بریل بخواند. کتاب‌های باطن‌گرایانه متعددی در مورد زندگی وانگا و پیش‌بینی‌های ادعایی او نوشته شده است. در دهه ۱۹۶۰، وظیفه اصلی مؤسسه تازه تأسیس پیشنهادشناسی که او را استخدام کرده بود، مطالعه توانایی‌های ادعایی او بود. به گفته جف یتس، ستون‌نویس سابق ژورنال مترو، هیچ سابقه مکتوبی از پیش‌بینی‌های ادعایی او وجود ندارد، اما پیروانش اغلب پیش‌بینی‌هایی را به او نسبت می‌دهند. بسیاری از افراد نزدیک به او، اظهار داشته‌اند که وی، هرگز برخی از پیش‌بینی‌های منتسب به خودش را انجام نداده است.

برخی از پیش‌بینی‌هایی که توسط طرفدارانش به او نسبت داده می‌شود عبارتند از:
- جنگ جهانی دوم
- فروپاشی اتحاد جماهیر شوروی، چکسلواکی و یوگسلاوی
- فاجعه چرنوبیل
- انتخاب نایجل فراژ به نمایندگی مجلس کلکتون
- تاریخ مرگ ژوزف استالین
- تاریخ مرگ تزار بوریس سوم
- تاریخ مرگ خودش[۹]
- غرق شدن زیردریایی روسی کورسک
- مرگ دایانا، شاهدخت ولز
- زلزله ۱۹۸۵ شمال بلغارستان[۱۳]
- حملات ۱۱ سپتامبر
- زمین‌لرزه و سونامی ۲۰۰۴ اقیانوس هند
- انتخاب یک آفریقایی-آمریکایی به عنوان چهل و چهارمین رئیس‌جمهور ایالات متحده آمریکا[۱۴][۱۵]